# 우현 (축구 선수)
우현(禹賢, 1986년 1월 5일 ~ )은 대한민국의 축구 선수이며 포지션은 수비수이다.